# Cryptotaxidae
Famille
Cryptotaxidae est une famille éteinte de conodontes de l'ordre des ozarkodinides.

## Systématique
La famille des Cryptotaxidae a été créée en 1972 par les paléontologues Gilbert Klapper (d) et Graeme Maxwell Philip (d),. 

## Liste des genres
Selon BioLib (11 juillet 2022) :
- genre † Cryptotaxis Klapper (d) & Philip (d), 1972[2].

### Publication originale
- (en) Gilbert Klapper et Graeme M. Philip, « Familial Classification of Reconstructed Devonian Conodont Apparatuses », Geologica et palæontologica, Allemagne, vol. Special 1,‎ 1972, p. 97-105 (ISSN 0072-1018).